# Olympische Jugend-Sommerspiele 2010/Teilnehmer (Aruba)
| Gelbes Symbol für Goldmedaillen mit stilisierten Olympischen Ringen | Graues Symbol für Silbermedaillen mit stilisierten Olympischen Ringen | Braundes Symbol für Bronzemedaillen mit stilisierten Olympischen Ringen |
| ------------------------------------------------------------------- | --------------------------------------------------------------------- | ----------------------------------------------------------------------- |
| —                                                                   | —                                                                     | —                                                                       |

Die Jugend-Olympiamannschaft aus Aruba für die I. Olympischen Jugend-Sommerspiele vom 14. bis 26. August 2010 in Singapur bestand aus vier Athleten.

## Athleten nach Sportarten

### Judo
Jungen
- Brandon Arends
Klasse bis 66 kg: 9. Platz
Mixed: 5. Platz (im Team Osaka)

### Schwimmen
| Mädchen - Saskia Postma 200 m Freistil: 38. Platz 400 m Freistil: 25. Platz | Jungen - Jonathan Ponson 100 m Freistil: 38. Platz 50 m Schmetterling: 9. Platz |

### Segeln
Mädchen
- Nicole van der Velden
Byte CII: 27. Platz